# Marmite

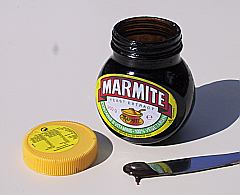
Um frasco com a apresentação comercial da Marmite.

Marmite (vendido na Austrália com o nome de Our Mite) é um dos produtos alimentares britânicos mais populares. Está na categoria dos alimentos intensificadores de sabor e é muito empregado como pasta para untar torradas.
O seu aspecto é pegajoso, castanho escuro, com um odor potente e sabor característico que chega a polarizar fortemente a opinião dos consumidores, de modo que a própria fabricante passou a utilizar a polarização como slogan ("love it or hate it" - ame ou odeie). O produto existe também na Austrália, Nova Zelândia, no Brasil: chama-se Cenovit e na Suíça: chama-se cenovis e existe como produto disponível para vegetarianos e veganos. Encontra-se habitualmente nos supermercados do norte da Europa na forma de frasco com uma forma característica que recorda uma marmita (palavra de origem francesa). Costuma ser servido como acompanhamento do desjejum (pequeno almoço).
A empresa Marmite Food Extract Company foi fundada em Burton upon Trent, Staffordshire, em 1902, tendo como produto principal o Marmite. Em 1907, o Marmite tornou-se popular, e a companhia então abriu uma segunda fábrica em Camberwell Green, perto de Londres. A síntese das vitaminas em 1912 relançou o produto, já que é uma fonte rica de vitamina B e de vitamina B12 que não se encontra naturalmente no extracto de levedura, mas que se adiciona posteriormente durante a sua produção.